# 이란 국립박물관

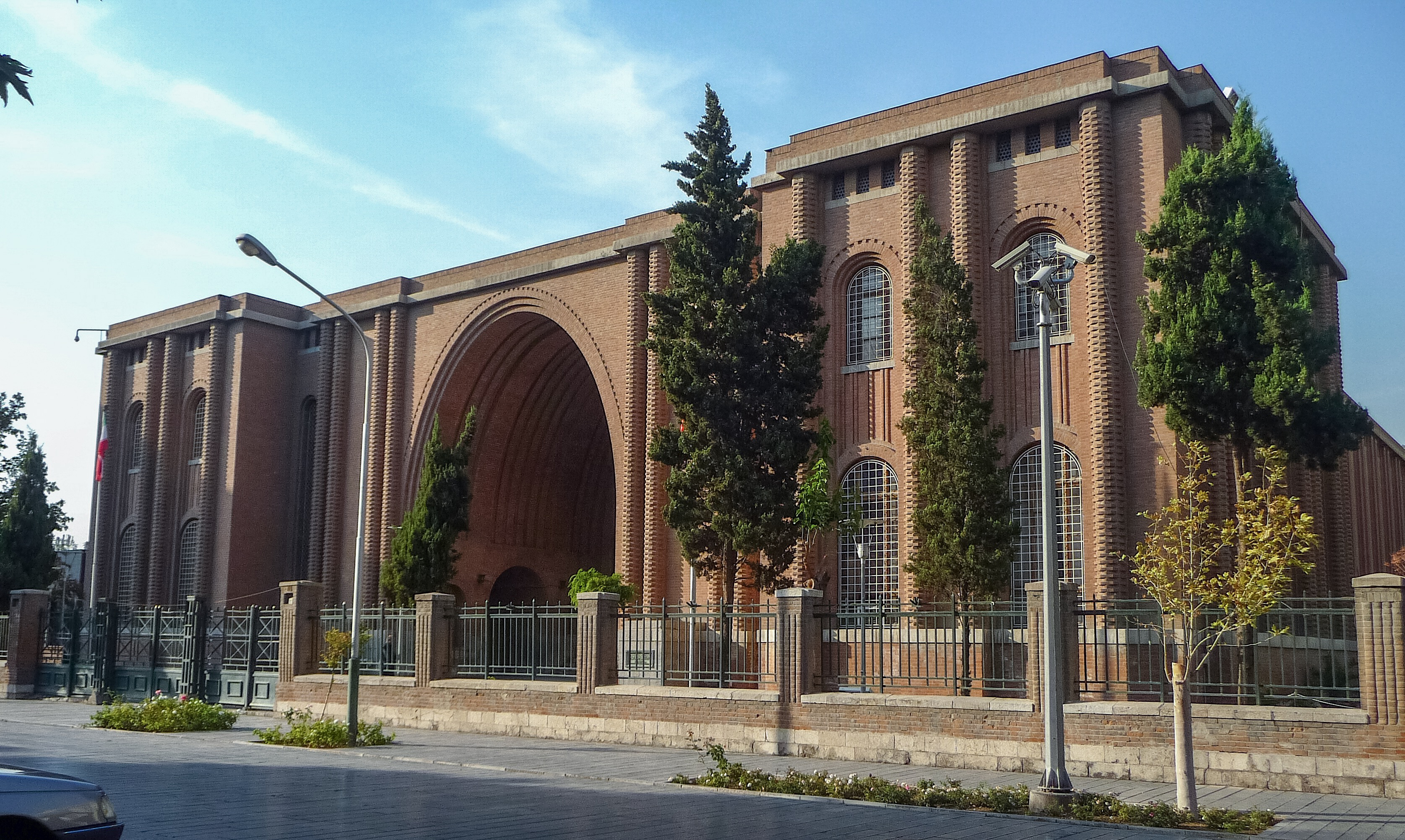
이란 국립박물관

이란 국립박물관(페르시아어: موزه ملی ایران)은 이란 테헤란에 있는 국립박물관이다.